# Bo Robin Dahl
Bo Robin Dahl (* 13. Dezember 1983) ist ein ehemaliger deutscher Basketballspieler. Der 1,97 m große Spieler spielte von Januar 2009 bis zum Ende der Saison 2008/09 für die SOBA Dragons Rhöndorf in der 2. Bundesliga ProB. Zuvor ging er in den Spieljahren 2007/08 und in der ersten Hälfte 2008/09 für den norwegischen Erstligisten Tromsø Storm auf Korbjagd. Der ehemalige Schüler des Bad Godesberger Pädagogiums stammt aus der Jugend der Telekom Baskets Bonn. Während seines Studiums an der University of Central Florida in den Vereinigten Staaten spielte Dahl kein Basketball, bekam aber nach seinem Studium die Möglichkeit, sich in Norwegen als Basketball-Profi zu versuchen und nutzte diese Chance.
Zur Saison 2010/2011 schloss er sich der BG Bonn-Meckenheim an und ging dort in der 2. Regionalliga West auf Korbjagd.